# Jakob Auer (Politiker)

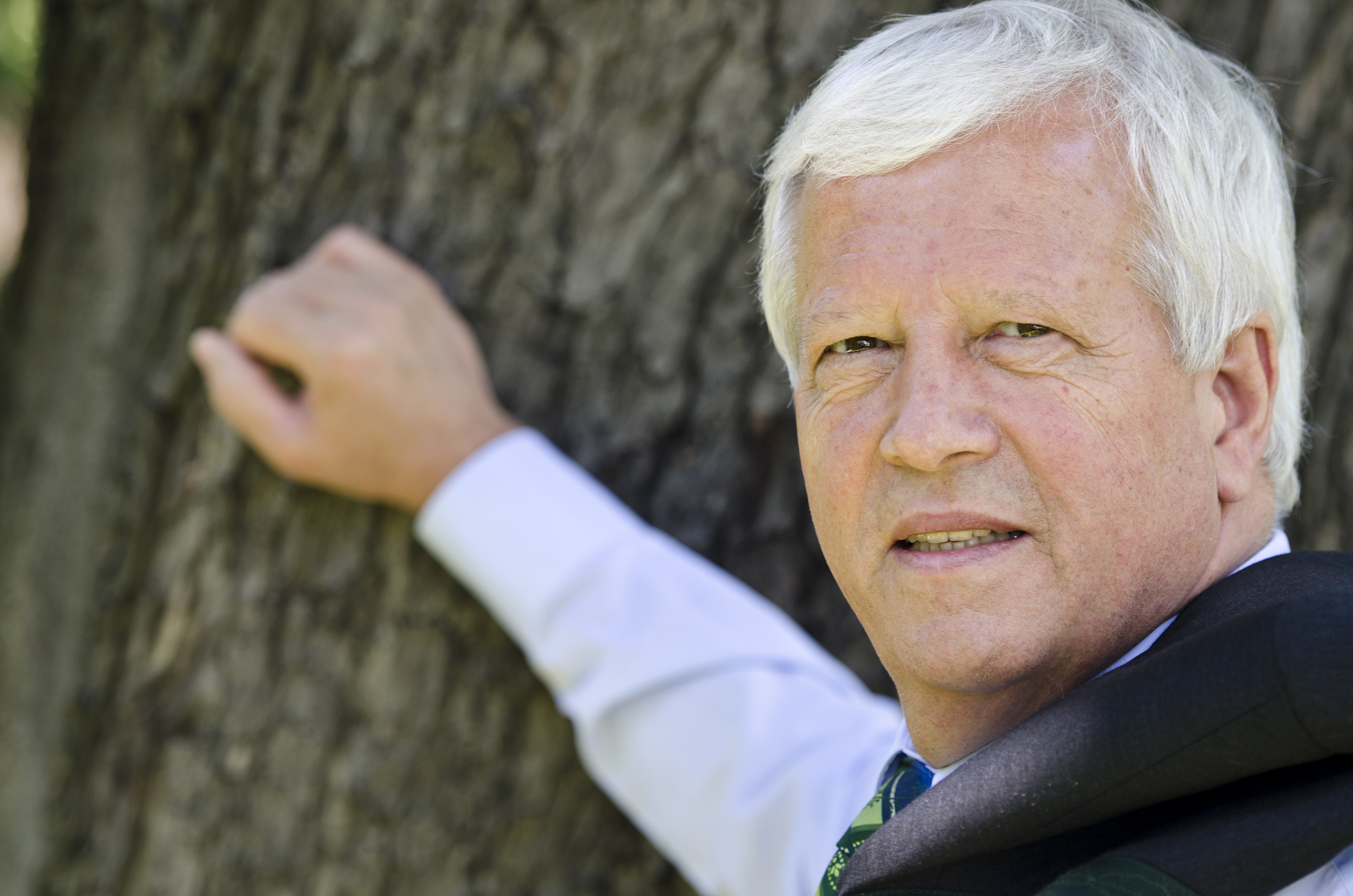
Jakob Auer (2013)

Jakob Auer (* 31. August 1948 in Kirchberg in Tirol) ist ein österreichischer Landwirt und Politiker (ÖVP). Er war von 1983 bis 2017 Abgeordneter zum Nationalrat.

## Ausbildung und Beruf
Jakob Auer besuchte die Pflichtschule und diverse Fortbildungslehrgänge. Er leistete 1968 den Präsenzdienst ab und ist seit 1971 Landwirt. 2002 wurde Auer zum Ökonomierat ernannt.

## Politik
Auer war 1973 bis 1977 Mitglied des Gemeinderats in seinem Wohnort Fischlham und von 1977 bis 2009 Bürgermeister der Gemeinde. Zwischen 1976 und 1990 war er Ortsparteiobmann und von 1979 bis 2000 Bezirksparteiobmann der ÖVP Wels-Land. Auer war zudem Bezirksobmann des Bauernbundes von 1985 bis 1996 und zwischen 1979 und 1985 Bezirksobmann des Oberösterreichischen Gemeindebundes. Er war von 1985 und 1994 Bezirksbauernkammerrat des Gerichtsbezirkes Wels Land. Von 2000 bis 2004 war Auer Obmann, anschließend bis 2020 Vorsitzender des Aufsichtsrates der Raiffeisenlandesbank Oberösterreich. Von 2001 bis 2012 war er als Genossenschaftsanwalt des Raiffeisenverbandes Oberösterreich tätig, danach als Vorstandsmitglied.
Auer war ab 19. Mai 1983 Abgeordneter zum Nationalrat und hatte unter anderem die Funktion des Obmanns in den Ausschüssen Budget, Immunität und Unvereinbarkeit inne und übte 1986 bis 2013 die Funktion eines Schriftführers aus. Im Oktober 2011 war er mit zehn außerparlamentarischen Organfunktionen der Nationalratsabgeordnete mit den meisten Nebentätigkeiten.
Ab dem 11. November 2011 war er, nach dem Rücktritt des bisherigen Amtsinhabers Fritz Grillitsch, amtsführender Präsident der ÖVP-Teilorganisation Bauernbund. Am 26. August 2017 wurde Georg Strasser zu seinem Nachfolger gewählt.
In der Legislaturperiode bis 2013 war er Mitglied in folgenden Ausschüssen: Geschäftsordnungsausschuss, Immunitätsausschuss des Nationalrates, Unvereinbarkeitsausschuss, Ständiger Unterausschuss des Budgetausschusses, Ständiger gemeinsamer Ausschuss im Sinne des § 9 des Finanz-Verfassungsgesetzes 1948, Unterausschuss des Ausschusses für Land- und Forstwirtschaft, Ständiger Unterausschuss in ESM-Angelegenheiten, Finanzausschuss, Ausschuss für Land- und Forstwirtschaft, Budgetausschuss.
Jakob Auer war vom 29.10 2013 bis 16.12. 2013 Obmann des Budgetausschusses. Vom 17.12.2013 bis zum 08.11.2017 war er Obmann des Land- und Forstwirtschaftsausschusses im Nationalrat und Landwirtschaftssprecher der ÖVP.

## Privatleben
Auer ist verheiratet und hat zwei Söhne. Seine Gattin und ein Sohn führen den landwirtschaftlichen Schweinemastbetrieb. Seine Hobbys sind Wandern und Skifahren. Weiters ist er auch in der Freiwilligen Feuerwehr aktiv.

## Auszeichnungen
- 1991: Großes Silbernes Ehrenzeichen für Verdienste um die Republik Österreich[8]
- Großes Goldenes Ehrenzeichen für Verdienste um die Republik Österreich
- 2008: Großes Silbernes Ehrenzeichen mit dem Stern für Verdienste um die Republik Österreich[8]
- 2019: Goldenes Ehrenzeichen des Landes Oberösterreich[9]